# Pleurocera vestita
Pleurocera vestita är en snäckart som först beskrevs av Conrad 1834.  Pleurocera vestita ingår i släktet Pleurocera och familjen Pleuroceridae. Inga underarter finns listade i Catalogue of Life.